# Le Poinçonnet
Le Poinçonnet är en kommun i departementet Indre i regionen Centre-Val de Loire i de centrala delarna av Frankrike. Kommunen ligger i kantonen Ardentes som tillhör arrondissementet Châteauroux. År 2022 hade Le Poinçonnet 5 848 invånare.

## Befolkningsutveckling
Antalet invånare i kommunen Le Poinçonnet
Referens:INSEE